# Cramauchenia
Cramauchenia − rodzaj wymarłego ssaka łożyskowego z rzędu litopternów, rodziny Macraucheniidae, zamieszkującego w miocenie Amerykę Południową, a dokładniej tereny dzisiejszej Argentyny. Żywił się pokarmem roślinnym. Nazwa "Cramauchenia" jest anagramem nazwy "Macrauchenia".